# Colmenar de Montemayor
Colmenar de Montemayor is een gemeente in de Spaanse provincie Salamanca in de regio Castilië en León met een oppervlakte van 39,98 km². Colmenar de Montemayor telt 193 inwoners (1 januari 2016).

## Demografische ontwikkeling
Bron: INE, 1857-2011: volkstellingen